# Кассіан (Шостак)
Архієпископ Іванківський Кассіан (у миру Шостак Олександр Костянтинович; нар. 5 березня 1968, Київ, Українська РСР — архієпископ УПЦ московського патріахату, архієпископ Іванівський, вікарій Київської єпархії (УПЦ МП), намісник Архангело-Михайлівського Звіринецького монастиря.

## Життєпис
У 1975—1968 рр. навчався школі № 204 у місті Київ. У 1983—1985 рр. навчався в ПТУ № 14.
З 1986 по 1988 рр. служив в армії.
У червні 1990 року став послушником у Свято-Успенській Києво-Печерській Лаврі. 20 квітня 1992 році отримав благословення на носіння ряси і клобука. 11 вересня 1992 був рукопокладений у сан диякона.
19 вересня 1992 року прийняв постриг у мантію з іменем Кассіан, на честь преподобного Кассіана Печерського.
29 листопада 1992 був хіротонізований у сан священика.
28 квітня 1994 нагороджений наперсним хрестом. 7 квітня 1995 року возведений у сан ігумена. 23 листопада 1995 нагороджений хрестом з прикрасами. Ніс послух печерника, вівтарника, помічника скарбника, заступника начальника друкарні.
У 2000 році перейшов у Свято-Троїцький Іонійський монастир, де виконував послух доглядача-будівельника Звіринецьких печер у Києві. 11 квітня 2001 року був возведений у сан архімандрита.
У 2003 році закінчив Київську духовну семінарію.
9 липня 2009 року рішенням синоду УПЦ МП (Журнал № 37) призначений намісником новоутвореного Архангело-Михайлівського Звіринецького монастиря.
20 липня 2016 року рішенням синоду УПЦ МП (Журнал № 37) обраний єпископом і призначений вікарієм Київської Митрополії з титулом Іванівський.
31 липня 2016 року, у Неділю 6-ту після П'ятидесятниці, день пам'яті святих отців шести Вселенських соборів, відбулася хіротонія архімандрита Кассіана в єпископа Іванівського, вікарія Київської Митрополії, яку очолив митрополит Київський і всієї України (за версією Москви) Онуфрій.